# Улуханова, Лидия Александровна
Лидия Александровна Улуханова (фамилия по первому мужу — Викше́мская), 1879, Волынская губерния, Российская империя — 1954, Львов, УССР) — украинская советская оперная певица (лирико-драматическое сопрано), музыкальный педагог, профессор. Одна из ведущих солисток Львовского театра оперы и балета 1930—1940 г.
Жена А. И. Улуханова, оперного певца и режиссёра.

## Биография
Вокальное образование получила в 1896—1900 г. в Киевской частной школе Николая Тутковского (класс профессора О. Сантагано-Горчаковой), Киевской музыкально-драматической школе им. Лысенко (класс А. Ф. Мишуги). Совершенствовала вокальное мастерство в Милане у профессоров Аркеля и Ванцо (1902, 1912).
Выступала под сценическим именем Викшемская на сценах оперных театрах в Саратове (1904, 1907, 1908), Тифлисе (1904—1905, 1908—1911), Нижнем Новгороде (1905), Харькове (1905—1907), Казани (1907), Киеве (1911—1912), Петербурге (1913, Народный дом; 1916—1917).
Исполнительница главных партий в классических и национальных операх. Обладала сильным, звучным голосом широкого диапазона, ясной дикцией, ярким сценическим темпераментом.
Педагогическую деятельность Л. Улуханова начала в 1927 году в Киевской консерватории. В 1928 г. переехала вместе с мужем, известным режиссёром Александром Улуханов, во Львов, где продолжила преподавательскую работу во Львовском музыкальном институте, а с 1931 года одновременно — в консерватории К. Шимановского.
Среди учеников Л. Улухановой этого периода — О. Лепкова-Антонович, Р. Гуминилович, Я. Вайсер (Вассари), А. Полищук, М. Скала-Старицкий, О. Николишин, В. Гренчишин, В. Шухевич, И. Задорожный , М. Попиль. В 1939 году Л. Улуханова начала педагогическую работу в Львовской государственной консерватории (с 1944 г.— Львовская консерватория им. Лысенко). В том же году ей было присвоено звание доцента.
С 1939 до 1941 года работала консультантом по совершенствованию вокального мастерства солистов во Львовском оперном театре. Давала частные уроки пения.
В послевоенное время Л. Улуханова продолжила преподавательскую работу в стенах консерватории (1945—1954). В 1947 году ей было присвоено звание профессора пения.
Среди её учеников этого периода — В.Шумна, Е.Коляда, В.Розумна, К.Шелюжко, Т.Синьковська, Р.Голдина, Л.Жилкина, А. Врабель.
Л. Улуханова — автор методических разработок: «Практические советы молодому преподавателю пения», «Значение резонаторов в процессе сольного пения». Перевела на русский язык «Тетрадь» певца А. Ф. Мишуги (хранится в архиве библиотеки Львовской консерватории).
Супруги Улухановы было в дружеских отношениях с легендарным певцом Фёдором Шаляпиным, с которым Лидия Александровна спела много оперных партий.

## Избранные партии
- Первая исполнительница партии: Поппея в Нижнем Новгороде («Нерон» А. Рубинштейна), Заза в Саратове (оперы Р. Леонкавалло «Заза»)
- Наташа («Русалка» А. Даргомижского)
- Маша («Дубровский» Э. Ф. Направника)
- Лиза («Пиковая дама» П. И. Чайковского)